# Музей Рождества
Музей Рождества (нем. Deutsches Weihnachtsmuseum) — единственный в мире музей Рождества, расположенный в городе Ротенбург-об-дер-Таубере в Германии в историческом центре города неподалеку от рыночной площади. Входит в состав комплекса "Рождественская деревня". В немецком музее-магазине Рождества можно в течение всего года купить новогодние тематические товары. 

## История
В 1981 году в Ротенбург-об-дер-Таубере в Германии открылся магазин «Рождественская деревня», который занимает площадь пяти домов. После этого Харольд Вольфарт, сын основателей этого магазина, стал думать про открытие рождественского музея, для того, чтобы собрать в одном месте исторические рождественские украшения из разных земель Германии и сделать постоянную выставку, которую бы смогли посещать люди из разных стран мира. В 1991 году появился первый экземпляр в Музее Рождества. Это был Санта-Клаус, высота которого составила 1 метр 25 сантиметров. Одной из отличительных особенностей этой статуи был поднятый жезл. 29 сентября 2000 года в музее открылась первая постоянная выставка по истории немецких рождественских традиций в Германии. Гости во время посещения выставки могли узнать, какие популярные рождественские традиции были раньше. Теперь эта экспозиция, в состав которой входят экспонаты, датированные началом и серединой XX века, размещены на территории постоянной экспозиции площадью 250 метров квадратных. Экспозиция работает на протяжении всего года. Смотреть экспонаты можно, заказав экскурсию. В музее также хранится информация, связанная с обычаями празднования Рождества, которые передавались из поколения в поколение. Это также касается и региональной информации, которая сохранилась в меньшей степени.
В постоянной экспозиции музея есть экспонаты, которые были созданы с 1870 по 1950 год. Среди них: классические ёлочные игрушки, подарочные наборы, рождественские украшения, рождественские открытки, ёлочные подставки, гирлянды, ёлки, подсвечники, новогодние календари. В музее действуют выставки: «Всё о ёлке», «Приносящие подарки», «Адвент».
У входа в музей расположен двухметровый Щелкунчик. Неподалеку от него находится красный старинный автобус. В витрине музея — новогодние товары.